# Ингузет (приток Ёлтыревой)
Ингузет — река в России, протекает по Колпашевскому району Томской области. Устье реки находится в 100 км от устья реки Ёлтыревой по левому берегу. Длина реки составляет 20 км.

## Данные водного реестра
По данным государственного водного реестра России относится к Верхнеобскому бассейновому округу, водохозяйственный участок реки — Кеть, речной подбассейн реки — бассейн притоков (Верхней) Оби от Чулыма до Кети. Речной бассейн реки — (Верхняя) Обь до впадения Иртыша.

## Топографическая карта
- Лист карты O-44-XII. Масштаб: 1 : 200 000. Состояние местности на 1983 год. Издание 1988 г.